# Юшкевич, Николай Фёдорович
Никола́й Фёдорович Юшке́вич (24 декабря 1884 года, Благовещенск — 28 мая 1937 года, Москва) — советский химик-технолог, доктор химических наук, организатор химической промышленности и высшего химико-технологического образования.

## Биография
Николай Федорович Юшкевич родился 24 декабря 1884 г. в Благовещенске в семье капитана Амурского пароходства мещанина Федора Юшкевича и его жены Параскевы Николаевой. Его дед, поляк, был офицером русской армии, участником польского восстания 1848 г., который за это был сослан в Сибирь на каторжные работы.
В 1903 году окончил Благовещенскую классическую гимназию на четыре и пять, после чего поступил в Томский технологический институт. В связи с революционными событиями в Томске в 1905-1906 гг. институт был временно закрыт, и Николай за успехи в учёбе был отправлен для продолжения обучения в 1906 году за границу в Европу. Слушал лекции во Франции в Парижском университете и в Бельгии в Льежском университете. В 1906/1907 учебном году продолжил занятия по химическому отделению в Томском технологическом институте. Обучаясь на последнем курсе, работал ассистентом в металлургической лаборатории цветных металлов. После окончания обучения летом 1910 года устроился работать на завод Родюкова. В числе самых лучших выпускников остался работать ассистентом при инженерно-тепловой лаборатории. Вёл практические занятия и руководил дипломными работами. По предложению Совета Томского университета остался там работать, проводить научные исследования. Летом 1912 г. был командирован Советом института в Японию, для изучения медной плавки на заводах Aschiocopper Smeltiny Works (близ Nikko) и Beschiecopper Smeltiny Works (около Nichama на острове Shisoko).
С осени 1912 года по 1914 год совершенствовал образование в Высших технических школах Карлсруэ (проф. H.Bunte) и Бреслау (металлургическая лаборатория - проф. Friedrich, физико-химическая лаборатория – проф. R.Shenen). Слушал лекции по физической химии, металлургии и химической технологии, посетил многие химические предприятия Германии, знакомился с постановкой высшего технического образования в лучших германских школах. Подготовил докторскую диссертацию "Генераторное равновесие 2СО = СО2 + С", однако не успел её защитить из-за начавшейся Первой мировой войны.
По возвращении в Россию осенью в 1914 года он работал в Петроградском технологическом университете. В 1915—1918 гг. работал в Петроградском бюро по проектированию сернокислотных и суперфосфатных производств. По поручению бюро спроектировал и построил завод на станции Чудово Николаевской (ныне Октябрьской) железной дороги по производству серной кислоты контактным способом и возглавлял его до 1919 года. В этот же период участвовал в проектировании суперфосфатного завода (тоже в Чудово).
С лета 1919 года до января 1920 года работал в Москве в Техническом отделе Центрального правления заводов основной химической промышленности, после чего был назначен председателем Урало-Сибирской комиссии для запуска работы заводов. Позднее был назначен тех.руководителем всех уральских заводов, а затем стал членом Правления заводов в качестве  технического директора.
Параллельно с работой на производстве Николай Федорович начал работать в Уральском горном университете, где осенью 1920 г. был избран профессором кафедры технологии основных химических производств.
Осенью 1923 года по рекомендации проф. И.А.Тищенко был избран профессором МХТИ по кафедре "Основные химические производства", переехал в Москву. 
Одновременно с работой в МХТИ заведовал лабораторией основной химической промышленности в Институте прикладной минералогии и металлургии (1923–1931 гг.), вёл научную работу в Институте азота (1931–1933 гг.), возглавлял там же Научно-технический совет. Помимо этого состоял ученым секретарем Технико-экономического совета основной химической промышленности (1924–1929 гг.), председателем Центрального совета основной химической промышленности (1932–1933 гг.), консультантом Правления треста "Химуголь" (1925–1926 гг.), главным инженером государственной проектной организации "Химстрой" (1926–1927 гг.), консультантом Правления треста "Уралхим" (1929, 1930 гг.), консультантом "Гипрохима" (1927–1933 гг.).
В 1933 году был привлечён Наркомом тяжелой промыщленности Орджоникидзе к работе главным инженером и заместителем начальника Главхимпрома НКТП СССР.
В 1936 во время командировки в Ленинград Н. Ф. Юшкевич был арестован в первый раз, однако по ходатайству Г.К. Орджоникидзе через месяц освобожден. 22 января 1937 его арестовали повторно, и по приговору Военной коллегии Верховного Суда СССР от 27 мая 1937 на основании ст. 58 пп. 6, 7, 8 и 11 (шпионаж, вредительство, террористический акт и участие в контрреволюционной организации) УК РСФСР был приговорен к расстрелу. Приговор приведён в исполнение 28 мая 1938 года в Москве. Предположительное место захоронения – Донское кладбище.

## Научные исследования
Начал свою научную деятельность Николай Федорович в 1910-1911 гг., работая штатным ассистентом в лаборатории Томского университета . Он искал самые выгодные условия сжигания сибирских углей в паровых котлах, а также занимался очисткой конденсата из паровой машины от масла. Одновременно с этим он вел исследования в области обжига сернистых руд и медной плавки . Затем, в Германии в лаборатории проф. Shenen’a Юшкевич изучал равновесие 2СО = СО2 + С . Позже, в 1934 г., за эти исследования ему было присуждено звание доктора химических наук без защиты диссертации. В Петроградском технологическом университете он продолжил изучать равновесные системы, теперь он исследовал равновесия между Fe, FeO, Fe3O4, Fe3C, CO, CO2, C.
С 1915 года изучал производство серной кислоты по контактному способу, после чего построил завод при Чудово, использующий данную методику.
Во время пребывания в Уральском университете провел исследование “Получение хромовокислого натрия путем обжига хромита с содой”, а также напечатал статью о минеральной хим. промышленности на Урале.
Будучи заведующим лабораторией основной химической промышленности в Институте прикладной минералогии и металлургии, под его руководством было проведено множество крупных исследований. В своих исследованиях Юшкевич придавал большое значение теоретическим основам технологических процессов. 
Первые научные работы на кафедре после прихода Юшкевича были посвящены вопросам производства серы и совершенствования производства серной кислоты. Так, за разработку способа получения серы из сернистого газа с помощью специального катализатора был награждён орденом Ленина.
Н.Ю. Юшкевич первым в мире разработал специальную печь «Ю» для пылевидного сжигания колчеданов, его разработка сыграла существенную роль для дальнейших разработок в этой области. Юшкевич с командой разработал ванадиевый катализатор для окисления сернистого газа с получением серной кислоты, и затем по прописи кафедры запустили его в промышленное производство. На кафедре под руководством Юшкевича были начаты работы по интенсификации башенного производства серной кислоты, и они оказали огромное влияние на развитие данного метода в стране, значительно увеличив мощности сернокислотных заводов.
Николай Юрьевич с коллегами исследовал влияние на процесс получения соды путем предварительного ввода в аммиачный рассол некоторого количества угольной кислоты. Позже это было введено в практику содовых заводов. Также, на кафедре начали проводить исследования в области производства суперфосфатов.
Большую роль на развитие химической промышленности СССР оказали исследования группы кафедры Юшкевича, где впервые были начаты исследования в области связанного азота – в дальнейшем данные пригодились для производства аммиака и азотной кислоты.
Большое внимание также уделялось разработке катализаторов для производства азотной кислоты и аммиака. На кафедре впервые в СССР были организованы работы по изучению кинетики реакции синтеза аммиака .
Из приведенного видно, что исследования, проведенные Н.Ю. Юшкевичем и его коллегами на кафедре, были очень важными для развития химической промышленности СССР.

## Педагогическая деятельность
Николай Юрьевич внес большой вклад в становление и развитие научных исследований в области физикохимии и технологии неорганических веществ, заложив ряд фундаментальных технологических научных направлений. Читал учебные курсы: "Теория главнейших технологических процессов", "Основные процессы и аппараты химической промышленности", "Общий курс химической технологии". Один из первых проректоров МХТИ им. Д. И. Менделеева по учебной работе. Разработал и реализовал основные принципы подготовки инженера-химика-технолога широкого профиля, способного успешно работать как на химических предприятиях, так и в проектных и исследовательских институтах. Разработал курс "Специальная технология основных химических производств", который стал первым в нашей стране в области химической технологии. В нём привлекался мат. аппарат для физико-химической интерпретации технологических процессов. Создание учебно-методической базы  по специальности "Технология неорганических веществ" проводилось под его руководством. Н.Ф. Юшкевича принял непосредственное участие в написании 12 учебных пособий.
Среди его учеников более 10 докторов наук и академик Н.М. Жаворонков. 

## Семья
•	Брат Юшкевич, Федор Федорович (1890 – 1942) — декан химического факультета ДВГУ.
•	Брат Юшкевич, Анатолий Фёдорович (1888 — 1938) работал в Томском технологическом институте.
•	Сестра Юшкевич, Ирина Федоровна - ?
•	Жена Гавердовская (Гавердовская-Юшкевич) Мария Васильевна (1895 – 1953) – доцент Химического факультета МГУ (кафедра химии нефти). После ареста мужа, осенью 1937 г. была арестована как «жена врага народа», с 1938 по 1943 г. находилась на принудительных работах в Темниковском исправительно-трудовом лагере (Темлаг, пос. Явас, Мордовия). После освобождения снова работала на Химфаке, но в 1951 г., во время возобновления репрессий, была уволена и в 1953 г. скончалась.
•	Дочь Юшкевич, Галина Николаевна (1919 – 2000) – сотрудник института нефти АН СССР, защитила кандидатскую диссертацию в 1958 г.
•	Сын Юшкевич, Николай Николаевич - ?

## Награды
- Орден Ленина (7 августа 1931) — за особо выдающиеся заслуги по изобретению нового метода получения газовой серы, имеющего исключительное значение для социалистического строительства Союза ССР

## Память

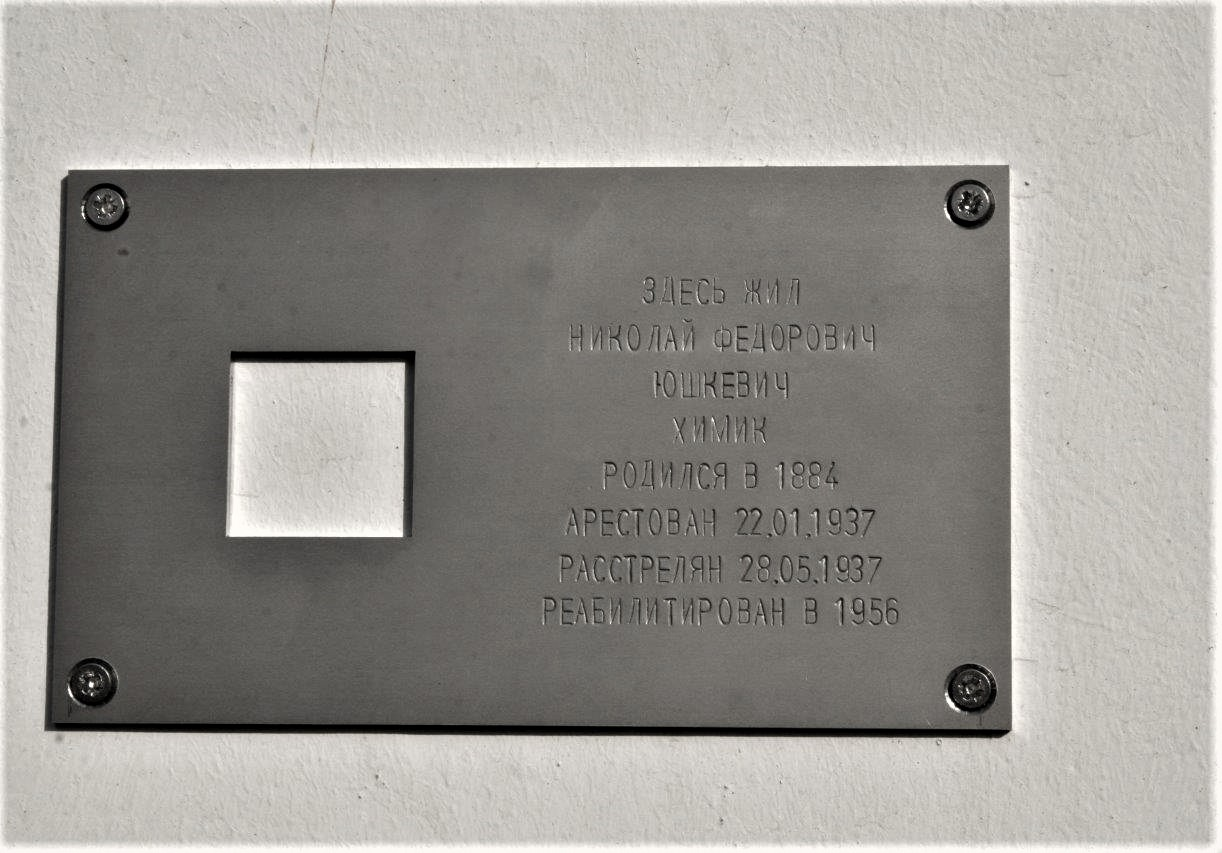
Последний адрес на доме репрессированного

- В здании Московского химико-технологического института им. Д. И. Менделеева, по адресу г. Москва, Миусская пл. д. 9, установлена мемориальная доска в память о профессоре Н. Ф. Юшкевиче.

## Характер и увлечения
По воспоминаниям дочери учёного, Галины Николаевны, Николай Фёдорович "в молодости и в среднем возрасте был активным спортсменом. В период стажировки в Германии и Франции ознакомился с рядом стран Европы, прошел пешком через Альпы и Пиринеи. Побывал Китае и Японии. Занимался фигурным катанием, фехтованием, стрельбой, греблей и охотой. До революции имел свою яхту в Санкт-Петербурге и слыл страстным яхтсменом, по природе был очень остроумным человеком, знавшим бесчисленное количество анекдотов и шуток".